# Weyher et Richemond

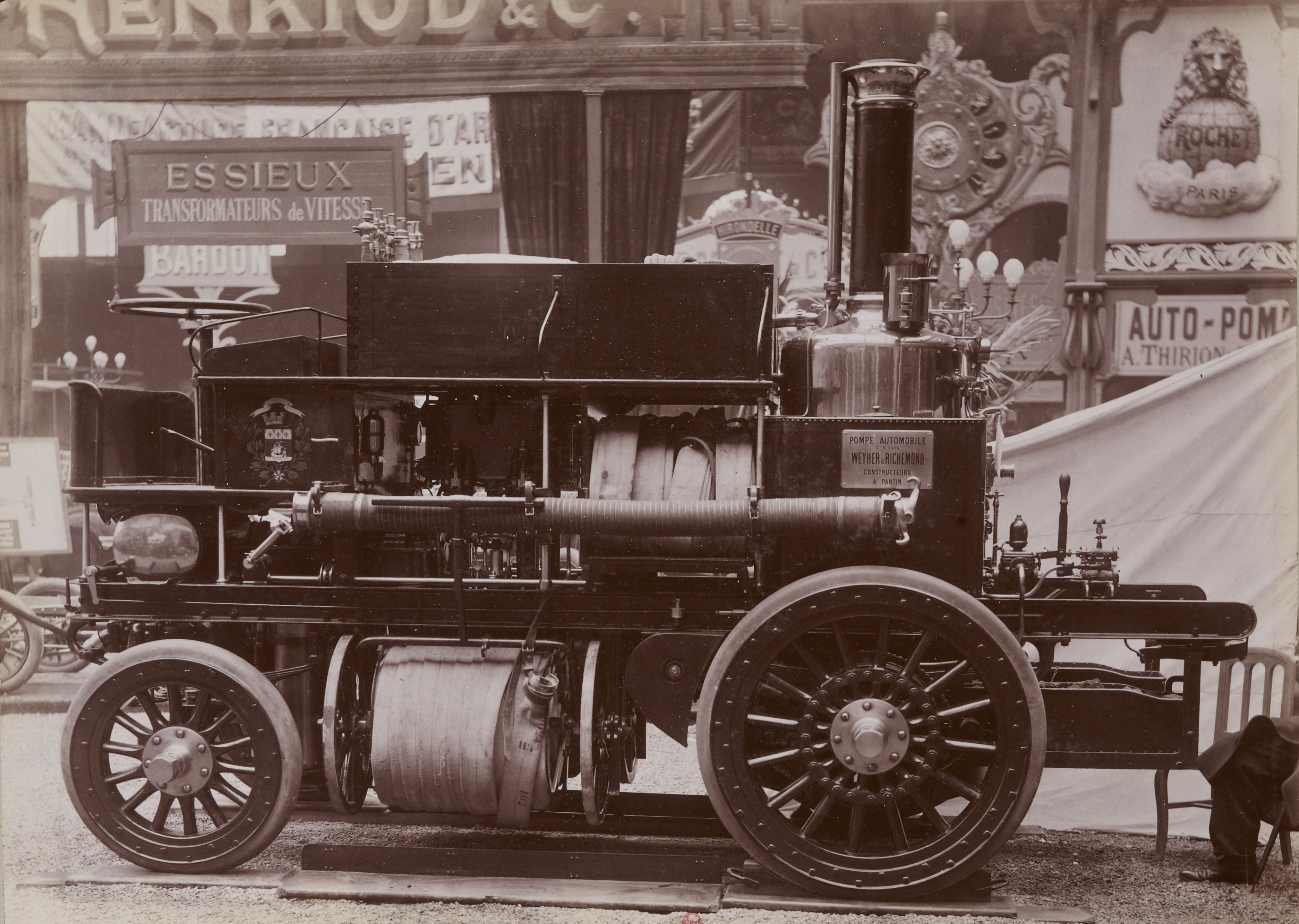
Dampffeuerspritze Weyher et Richemond am Salon de l'Automobile in Paris (1903)

Automobiles Weyher et Richemond war ein französisches Unternehmen im Bereich Maschinenbau und Automobilbau.

## Unternehmensgeschichte
Das Unternehmen aus Pantin war eine Dampfmaschinenfabrik. 1885 gehörte es zur Compagnie Électro-Mecanique. 1901 kam das Unternehmen in den Konzern Brown, Boveri & Cie. 1903 begann die Produktion von Dampffeuerspritzen. 1905 ergänzten Automobile das Angebot. Der Markenname lautete Weyher et Richemont. 1910 endete die Automobilproduktion. Außerdem wurden zwischen 1905 und 1907 Autos unter dem Namen Labor vermarktet. Es ist nicht bekannt, wann das Unternehmen aufgelöst wurde.

## Fahrzeuge
Das erste Modell 15 CV war ein Dampfwagen. Der Vierzylinder-Dampfmotor basierte auf Patenten von Friedmann-Knoller. Der Vertrieb des Dampfwagens erfolgte in England unter dem Namen Rexer. 1908 folgten benzinbetriebene Autos. Die Modelle 10/15 CV mit 2112 cm³ Hubraum, 16/20 CV und 28/32 CV mit 5120 cm³ Hubraum verfügten über Vierzylindermotoren, der 25/30 CV über einen Sechszylindermotor mit 4385 cm³ Hubraum.